# Willi Betz
Willi Betz, Willi Betz GmbH & Co. KG, är en tysk speditionsfirma med huvudkontor i Reutlingen i Baden-Württemberg.
Willi Betz grundades 1945 av Willi Betz och är idag Europas största speditionsfirma.
Flera av ägarna av företaget är antingen häktade eller belagda med reseförbud då de är under utredning för olika ekonomiska brott. Bland annat skall de ha undgått skatter genom att anställa personal genom bulgariska företag [källa behövs].